# Facesitting

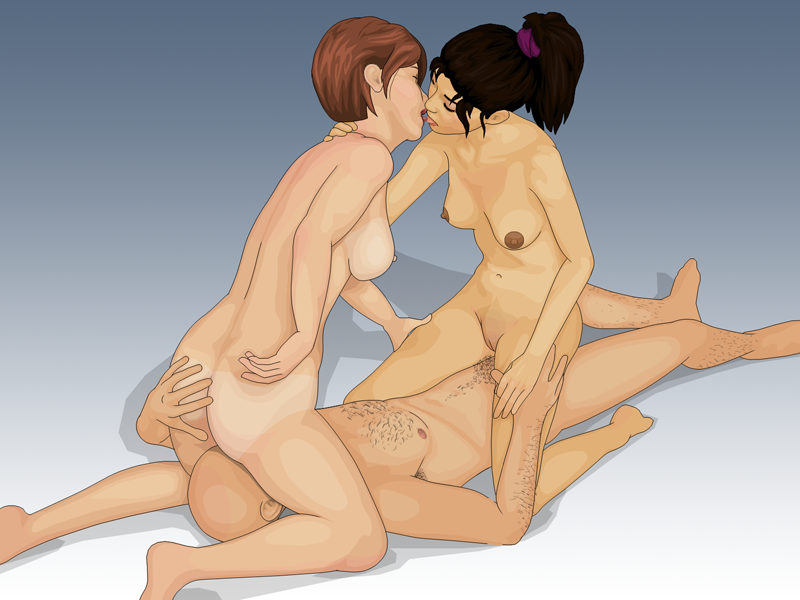
Facesitting

Il facesitting, anche noto come queening o kinging quando a esercitarlo è rispettivamente una donna oppure un uomo, è una pratica sessuale nella quale uno dei partner si siede sul volto dell'altro partner, in modo da consentire o da forzare (a seconda dei casi) il contatto oro-genitale o oro-anale, giungendo all'adorazione dell'ano o di altre parti del corpo limitrofe ad esso (feticismo). 
Il facesitting rappresenta anche una posizione alternativa per praticare il cunnilingus (oppure la fellatio) o l'anilingus. In questo modo, entrambi i partner possono contemporaneamente ricevere il sesso orale con una posizione del 69.
Gli umori e gli odori caratteristici della zona genitale e di quella anale contribuiscono a sviluppare l'eccitazione sessuale.

## BDSM

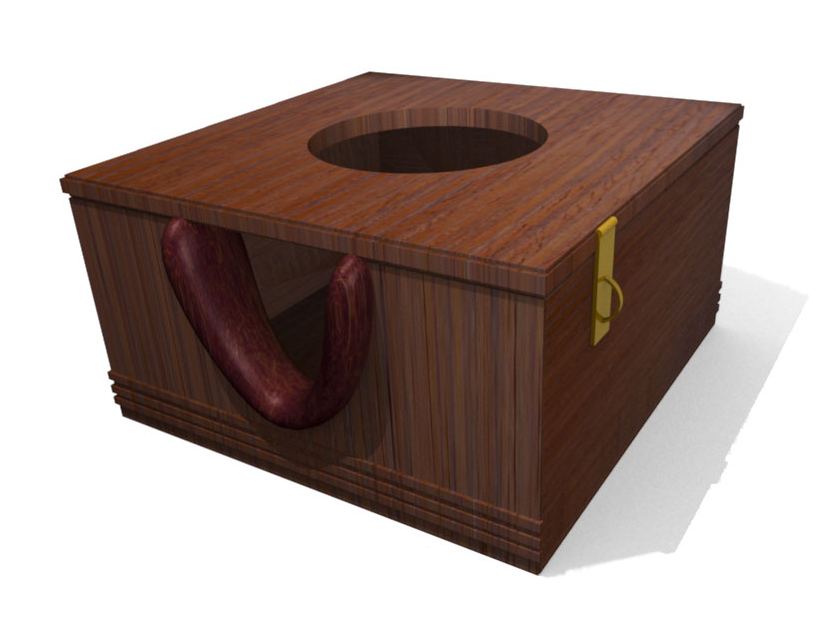
Un classico smotherbox

Il facesitting è spesso associato alle pratiche BDSM, ma tale collegamento non è sempre presente né è necessario, sebbene permanga una forte componente di dominazione e di umiliazione (tipicamente nel rapporto D/s) legata alla posizione di controllo da parte di chi sta seduto sulla faccia. In particolare, in ambito BDSM, il facesitting può anche essere usato come una pratica di smothering, ovvero può essere sfruttato per impedire la respirazione al sottomesso il quale può anche essere contemporaneamente sottoposto a bondage. Nel farting, in cui vengono emessi dei peti direttamente in faccia o in bocca, prevale invece una forte componente umiliatoria. 
Un oggetto caratteristico è il cosiddetto smotherbox, una particolare scatola, solitamente realizzata in legno, che consente di immobilizzare la testa del sub e al contempo permette al Dom (master o mistress) una più comoda posizione seduta.

## Mixed wrestling

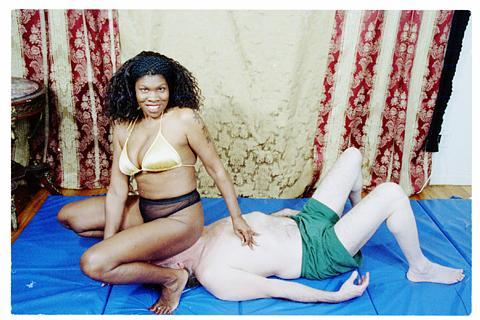
Facesitting nel mixed wrestling

Il facesitting viene anche usato nel Mixed wrestling per umiliare e soffocare l'avversario.